# فائق بلقيه
فائق بلقيه (بالإنجليزية: Faiq Bolkiah) (9 مايو 1998 بلوس أنجلوس في الولايات المتحدة - ) هو لاعب كرة قدم أمريكي في مركز مهاجم ‏. لعب مع ليستر سيتي.

## روابط خارجية
- فائق بلقيه على موقع قاعدة بيانات كرة القدم.إي يو (الإنجليزية)
- فائق بلقيه على موقع ناشيونال فوتبول تيمز (الإنجليزية)
- فائق بلقيه على موقع Soccerway.com (الإنجليزية)
- فائق بلقيه على موقع عالم كرة القدم.نت (الإنجليزية)